# Бурлеск (фільм)
«Бурлеск» (англ. «Burlesque») — американський музичний фільм 2010 року, знятий режисером Стіва Ентіним, із Шер та Крістіною Агілерою в головних ролях.

## Сюжет
Молода амбіційна дівчина Еллі (повне ім'я Аліса) з маленького містечка в Айові з чудовим голосом вирушає до Лос-Анджелеса, де хоче знайти любов і успіх. Вона знаходить роботу в нео-бурлеск клубі, де знайомиться з Тесс, колишньою танцюристкою, яка бореться за свій клуб і стає свого роду наставницею для Еллі. Ніккі, провідна танцюристка клубу, починає війну з Еллі після того, як стає ясно, що талант останньої явно перевищує її власний.
Для Крістіни Агілери цей фільм — дебют. Вперше на екрані й співачка, учасниця американської версії «Танців з зірками» Джуліанн Гаф.

## Акторський склад
Сценарій фільму написаний спеціально для акторського дебюту Крістіни Агілери. Президент компанії «Screen Gems» Клінт Калпеппер зумів домовитися із Шер про її участь в картині.
- Шер — Тесс
- Крістіна Агілера — Еллі Мерилін Роуз
- Стенлі Туччі — Шон
- Ерік Дейн — Маркус Гербер
- Кем Жиґанде — Джек Міллер
- Крістен Белл — Ніккі
- Алан Каммінг — Алексіс
- Джуліанн Гаф — Джорджія
- Діанна Агрон — Наталі
- Пітер Галлагер — Вінс Скалі
- Тіні Стеклейн — Джессі
- Джеймс Бролін — Містер Андерсон

## Знімальна група
- Композитор: Крістоф Бек
- Супервайзер з музики: Бек Деймон
- Костюми: Майкл Каплан, Лінда Фут
- Хореографія: Деніз Фей, Джоуї Піца, Жакель Найт
- Оператор: Боян Базеллі
- Художник-постановник: Джон Гаррі Стіл
- Монтажерка: Вірджинія Кац

## Саундтрек
Сіе Ферлер, співачка і композиторка, записала для Агілери пісню до фільму. Трікі Стюарт оголосив, що продюсуватиме саундтрек до фільму. Продюсер Данжа також працював над піснями до фільму. Загалом у фільмі 18 оригінальних композицій, три з яких потрапили до списку можливих номінантів на премію «Оскар» за найкращу оригінальну композицію (Bound to You, Welcome to Burlesque, You Haven't Seen the Last of Me).
Пісня «You Haven't Seen the Last of Me» 2011 року отримала «Золотий глобус» у номінації «Найкраща пісня».